# Toxonprucha perpusilla
Toxonprucha perpusilla är en fjärilsart som beskrevs av Walker 1865. Toxonprucha perpusilla ingår i släktet Toxonprucha och familjen nattflyn. Inga underarter finns listade i Catalogue of Life.